# أبو القاسم محمد إبراهيم
أبو القاسم محمد إبراهيم هو سياسي سوداني.

## المولد والنشأة
ولد أبو القاسم محمد ابراهيم في أمدرمان في نوفمبر عام 1937 في حي الهاشماب لأسرة سودانية من قبائل الهوسا معروفة، فوالدته هي السيدة عائشة ابنة أبو القاسم أحمد هاشم مؤسس المعهد العلمي بأمدرمان ووالده عمل استاذا في المدرس الاولية، بدأ تعليمه في الخلوة الملحقة بجامع الهاشماب في امدرمان، ثم التحق بالتعليم العام بمدرسة الموردة الأولية ثم انتقل مع والده إلى مدينة الفاشر بغرب السودان حيث اكمل تعليمه الأولى هناك وعاد إلى امدرمان والتحق بالمدرسة الوسطى. اثم درس المرحلة الثانوية في مدرسة الخرطوم القديمة ومنها إلى الكلية الحربية ليتخرج برتبة الملازم في القوات المسلحة السودانية عام 1962

## مسيرة عسكرية
عمل أبو القاسم ابراهيم في بداية التحاقه بالقوات المسلحة السودانية في القيادة الوسطى بمدينة الأبيض ولكن بعد شهور قليلة تم اختياره ضمن ضباط آخرين للانضمام إلى أول سلاح للمظلات تم تشكيله في ذلك العام ومن ثم تم ابتعاثه إلى المملكة المتحدة للتدريب ليقضي هناك عاما واحدا ليعود في عام 1963 برتبة ملازم أول في سلاح المظلات.
أصبح عضوا في تنظيم الضباط الاحرار (وهو تنظيم سري داخل الجيش السوداني) وكان ذلك في عام 1964 وشارك في التمرد الذي قاده ضباط القيادة الجنوبية في جوبا ضد حكومة وقيادة الجيش في العام 1966 وفي ذلك العام ترقى في تنظيم الضباط الأحرار ليصبح عضوا في اللجنة القيادية وهو برتبة الرائد وفي العام 1968، شارك مع ضباط آخرين ضمن التنظيم في الإعداد للانقلاب الذي قاده جعفر نميري في 25 مايو 1969 ويصبح عضوا في مجلس قيادة (الثورة)

## مناصب تقلدها
خلال حكم نظام جعفر نميري والذي استمر لمدة 16 عاما (1969-1985) شغل أبو القاسم محمد ابراهيم عدة مناصب مهمة منها:
- عضوية مجلس قيادة الثورة منذ يومها الأولى وحتى 12 أكتوبر 1971 تاريخ حل المجلس
- وزيرا للداخلية
- وزير الصحة 1972-1974 وكان أول عسكري يتولى وزارة معنية بعافية الناس وطبابتهم.[4]
- وزير الزراعة 1974-1976
- وزير  الشباب والرياضة
- محافظ لمديرية الخرطوم

- أمين عام التنظيم السياسي في الاتحاد الاشتراكي السوداني (الحزب السياسي الوحيد في السودان في تلك الفترة)
- نائبا أول لرئيس الجمهورية وتم اقالته من منصبه في 17 أغسطس 1978 عقب توقيع اتفاق سلام مع المعارضة في الخارج

ترشح في العام 1983 لمنافسة الرئيس جعفر نميري في الفوز بمنصب رئيس الاتحاد الاشتراكي السوداني تمهيدا للفوز بترشيحه للاستفتاء على منصب رئيس الجمهورية.
وفي عهد نظام 30 يونيو 1989 (ثورة الإنقاذ الوطني) والذي استمر قرابة الثلاثين عاما حتى 11 أبريل 2019 تم تعيين أبو القاسم محمد ابراهيم عضوا في المجلس الوطني (البرلمان) ثم وزيرا لشؤون المجلس الوطني، وفي وقت لاحق وزيرا للعلاقات الاتحادية (ديوان شؤون الحكم الاتحادي "الفدرالي") وعند ذلك اختتمت مسيرته مع المناصب العامة.)

## الترقية والإحالة للمعاش
ظل أبو القاسم ابراهيم محتفظا برتبته في القوات المسلحة السودانية (رائد) إلى عام 2016 عندما انتبهت السلطات العسكرية إلى ذلك، فقام الرئيس السابق عمر حسن البشير بترقيته إلى رتبة فريق واحالته للمعاش.

## وفاته
توفي أبو القاسم ابراهيم في 20 أبريل 2022 ونعاه مجلس السيادة واشار إلى وفاته عدد كبير من وسائل الاعلام السودانية.